# نور الدين كرم
نور الدين كرم (توفي سنة 2017)، هو إعلامي مغربي كان من أبرز الإذاعيين بالقناة الثانية حيث تميز بأسلوبه الخاص في تقديم المواضيع الاجتماعية التي تجمع بين الطرافة و الجد.
وقد كان المنشط الإذاعي قد التحق براديو دوزيم بعد تجارب إذاعية بعدد من المحطات الإذاعية الوطنية والدولية، قبل أن يحط الرحال بالقناة الثانية، حيث كان مسؤولا عن تقديم برنامج Entre Nous «تبقا بناتنا» من الاثنين إلى الجمعة ابتداء من العاشرة ليلا.

## حياته
من مواليد مدينة خريبكة، هاجر إلى فرنسا، في سن الرابعة، وبها تلقى تكوينه الابتدائي والثانوي، الذي توج بشهادة البكالوريا سنة 1989، ثم الدراسة الجامعية التي توجت بدبلوم السلك الثالث سنة 1997.

## وفاته
توفي يوم الأحد 5 نوفمبر 2017 بالدارالبيضاء إثر سكتة قلبية مما استدعى نقله إلى مستشفى، وشيع جثمان الإعلامي نور الدين كرم زوال يوم الإثنين 6 نوفمبر بمقبرة الرحمة بالدار البيضاء.